# Karl Wassmannsdorff
Karl Wassmannsdorff (* 24. April 1821 in Berlin; † 6. August 1906 in Heidelberg) war Turnlehrer in Heidelberg und mit Carl Philipp Euler einer der beiden bedeutendsten Turn- und Sporthistoriker des 19. Jahrhunderts.

## Leben
Nach dem Abitur am Grauen Kloster studierte er an der Berliner Universität Berlin (seit 1950 Humboldt-Universität zu Berlin) Philologie. Er besuchte alle wesentlichen Turnführer der Zeit, einschließlich Friedrich Ludwig Jahn. Nach Studium und Militärdienst wurde Wassmannsdorff an das Gymnasium in Basel berufen, wo bereits Adolf Spieß wirkte, mit dem er eng zusammenarbeitete. Ab 1847 war er Turnlehrer in Heidelberg, 1863 wurde er von der Universität Jena zum Dr. phil. promoviert. Aufgrund seiner Denkschrift über die Rolle des Turnens wurde in Karlsruhe 1869 die Turnlehrer-Bildungsanstalt gegründet. Ab 1864 war er Mitglied im Vorstand der Deutschen Turnerschaft. Für seine Verdienste erhielt er vom Großherzog von Baden das Ritterkreuz erster Klasse. Er erforschte, übersetzte, präsentierte eine Vielzahl von sporthistorischen Schriften vom Mittelalter an und gilt damit – wenn auch dem Positivismus zugerechnet – als Stammvater der deutschen Sporthistoriographie.